# Constantin Găucan
Constantin Găucan (n. 14 iunie 1940 - 2020) a fost senator român în legislatura 2000-2004 și în legislatura 2004-2008, ales în județul Prahova pe listele partidului PRM.
În legislatura 2000-2004, Constantin Găucan a fost membru în grupurile parlamentare de prietenie cu Regatul Unit al Marii Britanii și Irlandei de Nord și Republica Cehă. Constantin Găucan a inițiat 5 propuneri legislative din care 2 au fost promulgate legi.  
În legislatura 2000-2004, Constantin Găucan a fost membru în grupurile parlamentare de prietenie cu Albania, Republica Indonezia, Republica Cehă, Republica Slovacă și Statul Israel. Constantin Găucan a fost membru în comisia pentru sănătate publică și în comisia pentru egalitatea de șanse.
1. ↑  Prahovean, Observatorul (25 august 2020), A murit Constantin Găucan, medic stomatolog și fost parlamentar PRM de Prahova, Observatorul Prahovean